# Хиљаду и једна ноћ
Хиљаду и једна ноћ (арап. كتاب ألف ليلة وليلة Kitāb 'Alf Layla wa-Layla) је збирка прича сабрана током многих векова, од стране разних аутора, преводилаца и научника широм западне, централне и јужне Азије, и северне Африке. Приче имају корене из старих цивилизација Арабије, Персије, Месопотамије, Индије, Јудеје и Египта. Основа целокупне збирке је прича о Шехерезади. Позната је још под именима 1001 ноћ, Арапске ноћи, 1001 арапска ноћ. Неке од најпознатијих су Прича о морнару Синбаду (седам наставка), Прича о ципелашу Маруфу, Прича о Аладину и чаробној лампи и Прича о Али Баби и 40 разбојника. Многе приче воде прекло из народних прича из Абасидске ере, док друге, а посебно оквирна прича, су највероватније изведене из Пахлавијског персијског рада Хазар Афсана (Hazār Afsān) (перс. هزار افسان - Хиљаду прича), који је делом заснован на индијским елементима.
Оно што је заједничко за сва издања „Ноћних прича”" је иницијална оквирна прича о владару Шахријаху и његовој супрузи Шехерезади и уоквирујући контекст који је инкорпориран кроз саме приче. Оне произлазе из ове изворне приче; неке су уоквирене унутар других прича, док друге почињу и завршавају се саме по себи. Нека издања садрже само неколико стотина ноћи, док друга укључују 1.001 или више. Највећи део текста је у прози, мада се стихови повремено користе за песме и загонетке и за изражавање наглашених емоција. Већина песама су појединачни куплети или катрени, мада су неке дуже.
Неке од прича су веома широко повезане са Ноћима, специфично „Аладинова чудесна лампа”, „Али Баба и четрдесет разбојника”, и „Седам путовања Синбада морепловца”, мада оне нису биле део Ноћних прича у њиховим оригиналним арапским верзијама али су их у колекцију уврстили Антван Галард и други европски преводиоци.

## Синопсис
Хиљаду и једна ноћ је попут недогледног океана сакупила моћне бујице маштовитог приповедачког умећа читавог Истока. Оквирна прича ове књиге је прича о Шехерезади и цару Шахријаху. То је затворена и самостална приповедна целина. У Шехерезадином причању појављују се личности које такође приповедају, не само своју судбину, него и оно што су чули као посебну приповетку. Тако настају нове приче. И сама композиција „Хиљаду и једне ноћи” је веома сложена. Најбоље би се могла представити у концентричним круговима, у којима је најшири онај о Шехерезади и Шахријаху, а све друге приче појављују се као ужи концентрични кругови.
У давним временима је у Самарканду живео силни краљ Шахријар кога превари жена са црним робом. Он уби и њу и роба и заповеди да му сваку ноћ доведу једну жену коју би други дан сасекли по његовој заповести. Једне ноћи дође и ред на прелепу и бистру Шехерезаду, кћер краљевог везира. А та Шехерезада није била обична жена, него је знала хиљаду и једну прелепу причу, којим је убијала време краљу Шахријару. Прве ноћи приповедала је краљу Бајку о трговцу и духу што је краља врло заинтересовало. Шехерезада која је била мудра те слаткоречива, увек би причу прекидала пре краја, како би била сигурна да ће је наставити сутрадан и почети нову и тако би сваке ноћи долазила краљу испричати по једну причу.
Шехерезада своју причу почиње причањем о Синдбаду носачу, младом човеку, који је био разочаран својим животом. Једном приликом запевао је песму о својој несрећи, те о томе како га је „захватила горка и тамна судба”, како му је живот бедан и да то Бог види, али ништа не предузима. Синдбад носач упознаје старијег човека Синдбада морепловца, који прича причу о својим путовањима. Још као млад, живео је лагодним животом, али када му је све то досадило кренуо је на своје прво путовање. На том путовању све је било уреду док капетан брода није пожелео да усидри брод на неком острву. Путници су се ту одморили и теферичили, док капетан није објавио да се налазе на леђима успаваног кита. Тада се већ грдосија и почела кретати, многи су погинули док се Синдбад морепловац спасао, уз како он то сам и каже, Алахову помоћ. На том острву среће човека који га одведе до њиховог краља Михраџана. Краљ је заволео морепловца, међутим Синдбаду сва та пажња краља није угушила жељу за родним градом Багдадом, али нико није ни знао ни чуо за Багдад.
Једног дана је на острво дошао капетан који је био принуђен да их неколицину остави на киту, те га Синдбад препознаје и одлази с њим у Багдад. Након сваке испричане приче Синдбад морепловац даје по сто златника синдбаду носачу и шаље га кући уз напомену да и сутра дође да чује још занимљивију причу, толико занимљивију да ће претходну причу и заборавити. Седам прича Сиднбада морепловца, седам његових путовања, имају своје сличности, али је свака на свој начин и другачија. У сваком путовању мислио је да неће преживети, али када би се уз помоћ Алаха спасао, заклињао се да више неће судбину изазивати, те да ће се смирити. Синдбадова жеља за новим пространствима, широким морима, непознатим земљама и људима била је јача и од свих могућих опасности које су му се дешавале, већа је жеља била и од огромне птичурине чија су крила могла да заклоне и само сунце.
У свакој Синдбадовој причи, почетак је исти: пловидба је мирна и без проблема, али онда следи преокрет. У другој причи, Синдбад задрема и лађа оде без њега, у трећој сам доспева на Мајмунско острво, где доживљава да гледа како мајмуни једу његове другове. Са Мајмунског острва спасили су се након што је мудри Синдбад направио план како да убију чудовиште када је заспало, те је два ужарена колца забио у његове очи и ослепио га. На овом примеру очитује се мудрост и сналажљивост Синдбада. Много је још примера који нам одају Синдбадову мудрост. На петом је путовању Синдбад био преварен од стране старца који му се учинио јадним и исцрпљеним, те је Синдбад прихватио да га понесе преко потока. Међутим, старац се више није хтео макнути. Овдје се показује Синдбадова доброта. Старца је касније напио вином које је сам направио, те се тако још једном спасио.
Све Синдбадове приче проткане су невероватном вером и вером у бога. Некада се околности у којима је Синдбад био биле такве да је преостајала само нада и веровање у спас од Алаха. Како су се путовања низала, Синдбадова побожност је све више расла.
„Нема уточишта осим у Алаху. Алах се побринуо да не скапам од глади и жеђи.”
Након испричаних седам прича и након датих укупно 700 златника свом имењаку Синдбаду носачу, схватамо да је Синдбад морепловац обичан човек који је преживио много, те остаје питање колико је само прича морао да исприча морепловац на разним дворовима, у свакаквим приликама и неприликама, о својој злосрећи и чудима судбине – док их најзад није у сигурности и удобности свог раскошног дома у целини поновио носачу. Све ове приче Синдбад морепловац је поновио Синдбаду носачу у жељи да он буде задовољан својом судбином, својим мирним и сталоженим животом носача.
„Истина је да си остао сиромах, а да сам ја стекао благо небројено. Па ипак, зар сваки од нас није награђен по своме напору?”
Синдбад носач после ових прича схвата да треба бити задовољан својом судбином, те касније моли Алаха да му опрости због његовог неразбора.
Још неколико прича Шехерезада прича Шахријаху, а све су приче невероватне и у њима је све могуће: из највеће среће доспети у беду, али и обрнуто – из страшне погибије успети се на врхунац власти. Игром слепог случаја све и свакад може да се преокрене. Никад се ништа не довршава, одлаже се као у некој бескрајној игри, одлагање треба да завара противника, а таква игра одлагања постаје стварнија и од стварности.
Путем Хиљаду и једне ноћи Шехерезада је одлагала своју смрт, а кроз њену причу сазнаје се много тога и о њој: била је то осећајна жена, знала је лепо да приповедати, што ју је и оставило на животу, а надасве, Шехерезада је била мудра и лукава. На крају, цар Шахријах се диви Шехерезади, учевној и речитој, те жели да је начини својом женом. Шахријахов брат Шахзаман је за своју супругу узео Шехерезадину сестру Дариазаду, а њихов отац постаје цар.
Што се тиче цара Шахријаха, он нареди да се доведу без одлагања писари највештији из свих земаља муслиманских, те тај низ чудеса и изненађења запишу у књизи прича о "хиљаду и једној ноћи".

## Историја
Језгро прича потиче из ере персијске династије Сасанида и тадашње књиге Hazār Afsānah (Хиљаду митова). То је била колекција фолклорних прича сакупљених са простора Персије и Индије. За време абасидског калифата Харуна ел Рашида (786—809.) Багдад постаје велико и богато место, где су се укрштали трговачки путеви са свих страна света, Кине (свилени пут), Индије, Африке и Европе. Тада су се на једном месту причале приче са свих страна света, које су биле касније записане у једној књизи. Верује се да је те приче превео и записао познати арапски проповједник Абу абд-Алах Мохамед ел-Гашигар (Abu abd-Allah Muhammed el-Gahshigar) у 9. веку. Уводна прича са Шехерезадом додана је касније у 14. веку, да би тако приче добиле повезану структуру. Прво новије издање је било у Каиру (Египат) 1835. године.
Историја 1001 ноћи је екстремно комплексна и модерни учењаци су више пута покушали да докуче како су приче сакупљене у садашњем облику. Роберт Ервин сумира своје налазе: „Током 1880-их и 1890-их знатан део посла на Ноћима су урадили Зотенберг и други,
у оквиру чега се појавио консензусни поглед на историју текста. Већина научника се сложила да су Ноћи композитни рад и да најраније приче воде порекло из Индије и Персије. У исто време, вероватно у раном 8. веку, ове приче су преведене на арапски језик под насловом „Алф Лејла” или „Хиљаду ноћи”. Ова колекција је затим формирала основу „Хиљаду и једне ноћи”. Оригинално језгро прича је било прилично мало. Затим, у Ираку у 9. или 10. веку, овом изворном језгру су додате арапске приче - међу њима су и неке приче о калифу Харун ел Рашиду. Исто тако, можда од 10. века надаље, у компилацију су додате раније независни циклуси сага и прича [...]. Затим, од 13. века, додатни слој прича је додат у Сирији и Египту, многи од којих показују преокупацију сексом, магијом или ниским животом. У раном модерном периоду још је више прича додато у египатску колекцију тако да се свежањ довољно повећао да би се остварила 1001 ноћ казивања прича како обећава насловом књиге.”

### Могуће индијско порекло
На бази индикација нађених у санскртској литератури као што су оквирне приче и бајке о животињама, неки научници сматрају да оне леже у корену концепта Ноћи. Мотив мудре младе жене која одуговлачи и коначно уклања непосредну опасност причањем прича је присутан у древним индијским изворима. Индијски фолклор је представљен у Ноћима у виду појединих прича о животињама, што одражава утицај древних санскритских басни. Утицај Панчатантре и Бајтал Пачиси је посебно уочљив. Џаташке приче су колекција од 547 будистичке приче, које су највећим делом моралне приче са етичком сврхом. Прича бика и даме и сродна Прича о трговцу и његовој супрузи се налазе у оквиру прича обе колекције, Џатака и Ноћи.
Могуће је да је утицај Панчатантре остварен путем санскритске адаптације зване Тантропакјана. Само фрагменти оригиналне санскритске форме овог рада су сачувани, али преводи и адаптације постоје у тамилском, лаошком, тајландском и старојаванском језику. Оквирна прича је посебно интересантна, пошто она формира широк контекст у коме конкубина прича приче да бу одржала интерес и наклоност краља — мада основа колекције прича води порекло из Панчатантре — са њеним оригиналним индијском поставком.
Панчатантру и разне приче из Џатакаса је прво превео у персијски Борзуја око 570. године, и њих је касније превео на арапски Ибн ел-Мукафа 750 године. Арапска верзије је даље преведена у неколико језика, укључујући сиријски, грчки, хебрејски и шпански.

### Персијски прототип:Хазар Афсан
Најраније помињање Ноћи односи се на арапски превод из персијске књиге, Hazār Afsān (или Афсанех или Афсана), са значењем „Хиљаду прича”. У 10. веку Ибн ел-Надим је комбиновао каталог књига („Фихрист”) у Багхдаду. Он је запазио да су сасанидски краљеви Ирана уживали у „вечерњим причама и баснама”. Ал-Надим затим пише од персијском издању Hazār Afsān, објашњавајући кориштени оквир приче: крволочни краљ убија сукцесију жена након њихове брачне ноћи; коначно је једна од конкубина била довољно мудра да спасе себе причајући му вечерњу причу сваке вечери, остављајући сваку причу недовршеном до следеће ноћи како би краљ одложио њено погубљење. У истом веку ел-Масуди такође помиње Hazār Afsān, и објашњава да се арапски превод зове Алф Курафа („Хињаду забавних прича”) али да су генерално познате као Алф Лејла („Хиљаду ноћи”). Он исто тако помиње ликове Shirāzd (Шехерезаду) и Dināzād. Нема физичке евиденције да је Hazār Afsān сачуван; тако да тачан однос те колекције са постојећим каснијим арапским верзијама остаје мистерија. Осим Шехерезадине оквирне приче, неколико других прича имају персијско порекло, мада није јасно како су оне унете у колекцију. Те приче обухватају циклус „Краљ Џалијад и његов везир Шимас” и „Десет везира или историја краља Азадбакта и његовог сина” (изведен из седмовековног персијског Бактијарнама).
Током 1950-их, ирачки учењак Сафа Кулуси је напоменуо (на бази интерних пре него историјских доказа) да је могуће да је шерсијски писац Ибн ел-Мукафа био одговран за први арапски превод оквирне приче и неке од персијских прича касније инкорпорираних у Ноћи. Тиме би се ставила генеза колекције у 8. век.